# Черкашин Андрій Олександрович
Андрі́й Олекса́ндрович Черка́шин — капітан, Служба безпеки України.

## З життєпису
13 квітня 2014-го на блокпосту під Слов'янськом терористи обстріляли автомобіль офіцерів Служби безпеки України, які їхали на виконання військових завдань. У тому бою загинув майор Геннадій Біліченко, капітан Черкашин зазнав важких поранень.
Переніс дві операції, лікується в Києві. 27 травня міська влада Полтави надала його дружині сертифікат на нову квартиру.

## Нагороди
20 червня 2014 року — за особисту мужність і героїзм, виявлені у захисті державного суверенітету та територіальної цілісності України, вірність військовій присязі під час російсько-української війни, відзначений — нагороджений орденом «За мужність» III ступеня.